# Okamura N-52
Okamura N-52 — японский лёгкий многоцелевой самолёт моноплан, построенный в 1953 году. Первый лёгкий самолёт полностью японской разработки и постройки, выпущенный после отмены ограничений в области авиационного строительства, наложенным на Японию по итогам Второй мировой войны.

## История
Машина была разработана группой студентов Технического университета Нихон под руководством профессора Химемаса Кимура. Финансирование проекта взяла себя газета Асахи симбун, а постройку самолёта компания Okamura Mfg. Co. Первый прототип взлетел 7 апреля 1953 года, он был оснащён двигателем Continental A-65 мощностью в 65 л.с. В результате испытаний стало понятно, что мощности мотора недостаточно, но установить более мощный двигатель помешал недостаток финансирования, что в итоге привело к закрытию проекта. Всего было выпущено два самолёта.

## Конструкция
Okamura N-52 представлял собой одномоторный моноплан с открытой двухместной кабиной с расположением сидений "бок о бок". Шасси трёхопорное с хвостовым колесом. Двигатель Continental A-65 в 65 л.с.

### Технические характеристики
- Экипаж: 2 чел.
- Длина: 5,99 м
- Размах крыла: 8,61 м.
- Высота: 2,59 м
- Площадь крыла: 12,00 м²
- Профиль крыла:
- Масса пустого: 299 кг
- Масса снаряжённого:
- Нормальная взлётная масса:
- Максимальная взлётная масса: 499 кг
- Двигатель ПД Continental A-65
- Мощность: 1 x 65 л. с.

### Лётные характеристики
- Максимальная скорость: 177 км / ч
  - у земли:
  - на высоте м:
- Крейсерская скорость: 145 км / ч
- Практическая дальность: 1600 км
- Практический потолок: 4500 м
- Скороподъёмность: 168 м/мин
- Нагрузка на крыло: кг/м²
- Тяговооружённость: Вт/кг
- Максимальная эксплуатационная перегрузка:[1]